# Jacobs Well, Surrey
Jacobs Well är en by i civil parish Worplesdon, i distriktet Guildford, i grevskapet Surrey, i England. Byn är belägen 4 km från Guildford. Byn hade 1 125 invånare år 2021.